# Bettadhalli, Yadgir
Bettadhalli là một làng thuộc tehsil Yadgir, huyện Gulbarga, bang Karnataka, Ấn Độ.